# کانتن فیلون مایه
کانتن فیلون مایه (فرانسوی: Quentin Fillon Maillet‎؛ زادهٔ ۱۶ اوت ۱۹۹۲) ورزشکار دوگانه اهل فرانسه است.
از افتخارات وی میتوان به کسب ۲ مدال طلا در مسابقات جهانی دوگانه اشاره کرد.